# 12535 Fazlurahman
12535 Fazlurahman è un asteroide della fascia principale. Scoperto nel 1998, presenta un'orbita caratterizzata da un semiasse maggiore pari a 2,6041499 au e da un'eccentricità di 0,1243912, inclinata di 9,61044° rispetto all'eclittica.